# Сафронова, Мария Игоревна
Мария Игоревна Сафронова (род. 10 мая 1979, Ржев) — российская художница. Участница московских, российских и зарубежных выставок. Член Московского союза художников. Входит в Топ 100 признанных художников России по версии InArt. Входит в Российский инвестиционный художественный рейтинг 49ART, представляющий выдающихся современных художников в возрасте до 50 лет. Лауреат Премии Сергея Курёхина (2015).

## Биография
Родилась 10 мая 1979 в городе Ржеве.
Обучалась в Московском академическом художественном лицее.
В 2003 году окончила Московский художественный институт имени В. И. Сурикова (отделение монументальной живописи). Стипендиат Министерства культуры РФ (2003).
В 2003 году участвовала в росписи собора Святителя Николая Чудотворца в Нью-Йорке.
В 2011 году окончила Институт проблем современного искусства и Школу современного искусства «Свободные мастерские» ММОМА.
В 2016 году являлась участницей Curator’s Choice at the Boston Museum of Fine Arts annual summer auction в Бостоне, США.
Работы Марии Сафроновой находятся в коллекциях Московского музея современного искусства (Москва, Россия), Новосибирского государственного художественного музея, Фонда Владимира Смирнова и Константина Сорокина, Музея и Галереи современного искусства Эрарта (Санкт-Петербург, Россия), Центра современного искусства им. Сергея Курёхина (Санкт-Петербург, Россия), Музея женщин и детей (Пекин, Китай), а также в различных частных коллекциях в России, Великобритании, США, Швейцарии, Австрии, Германии, Италии, Эстонии и других стран.

## Семья
Отец — Сафронов Игорь Николаевич — инженер-конструктор, дизайнер, предприниматель
Мать — Сафронова Татьяна Николаевна
Муж — Кузнецов Антон Геннадьевич

## Творчество
Мария Сафронова создает проекты о месте человека в социальной системе, его самоопределении и адаптации к условиям современного общества.

### Персональные выставки
- 2011 — «Среда обитания», персональная выставка, музей Эрарта, Санкт-Петербург[8].
- 2013 — «Распорядок дня», персональная выставка, ММСИ, Москва[8][9][10][11]
- 2015 — «Субтитры», персональная выставка (совместно с Антоном Кузнецовым) выставочные залы Государственного музея А. С. Пушкина, параллельная программа 6 Московской биеннале современного искусства[12].
- 2015 — «Игра общего вида», персональная выставка, галерея «Триумф»[13][14]
- 2016 — «Общее частное», персональная выставка в ММОМА, Москва[15].
- 2017 — «С любовью к прошлому и настоящему», выставочные залы г. Ржева[16].
- 2017 — «Солнечный ветер», персональная выставка в рамках "Художник недели ", Владей, Винзавод[17].
- 2018 — «Опытное поле», Галерея 21, «Винзавод», Москва[18].
- 2020 — «Что если?», галерея «Триумф», Москва[19].

### Избранные выставки
- 2010 — «От противного» Винзавод, Москва[20].
- 2011 — «Невозможное сообщество», ММОМА, Москва[21].
- 2011 — «Картография возможного», ЦДХ, Москва[22].
- 2011 — «Сегодня/Завтра», ММОМА, Москва[23].
- 2012 — «Неокончательный анализ», стратегический проект 3-й Молодёжной Биеннале, ММОМА, Москва[24].
- 2012 — «Отвергнутая Действительность», параллельный проект 3-й Молодёжной Биеннале, Артплей, Москва[25].
- 2012 — «Выставка номинантов Премии Кандинского», кинотеатр «Ударник», Москва[26].
- 2013 — «Изучение изысканий», ММОМА, Москва[27].
- 2014 — «Don’t you know who I am?». Museum van Hedendaagse Kunst, Антверпен, Бельгия[28].
- 2014 — «Премия Кандинского», кинотеатр Ударник, Москва[29].
- 2015 — «Новые рассказчики в русском искусстве XX—XXI вв», Русский Музей, Санкт-Петербург[30].
- 2016 — «Футбол-Хоккей», «Винзавод», Москва[31].
- 2016 — «Премия Курёхина 2015», ЦСИ им. Сергея Курехина. Санкт-Петербург[32].
- 2016 — «Curator’s Choice», Boston Museum of Fine Arts, США.
- 2016 — «19/92 Сначала», ММОМА, Москва[33].
- 2017 — «Спутник над Мончегорском. Космос в работах художников XXI века», Городской центр культуры, Мончегорск[34].
- 2017 — «Брейгель. Перевернутый мир», Артплей, Москва[35].
- 2018 — «R_E_volution», Моторенхалле, Дрезден, Германия[36]
- 2018 — «Россия. Реализм. XXI век», Русский музей; Государственный музей изобразительных искусств Республики Татарстан, Казань[37]
- 2018 — Вторая международная триеннале графики, Новосибирский Художественный Музей, Новосибирск[38]
- 2018 — «Шум времени», Национальная галерея Коми, Сыктывкар[39]
- 2018 — «Нежность», галерея Ковчег, Москва[40]
- 2018 — «18 +/- добровольная самодисциплина», Музей Москвы, Москва
- 2018 — «По краям», ВДНХ, павильон «Оптика», Москва[41]
- 2018 — «Дисциплинарные пространства», Музей Эрарта, Санкт-Петербург[42]
- 2018 — «Осторожно, дети!», Музей Санкт-Петербургского искусства (XX—XXI вв.), Санкт-Петербург[43]
- 2018 — «Идеальный возраст», Спецпроект «Фокус» 6-й Московской международной биеннале молодого искусства, МОММА, Москва[44]
- 2019 — 5-я Уральская биеннале современного искусства УОМЗ, Екатеринбург[45]
- 2019 — «Туда — во всеобщий энергопоток», галерея InArt, ЦСИ «Винзавод», Москва[46]
- 2019 — «Арт-коллаборация», Биеннале современного искусства, Сыктывкар[47]
- 2019 — «АртВильнюс», Конгресс-Центр, Вильнюс
- 2020 — «Музей самоизоляции», Музей Москвы[48]
- 2020 — «Перерыв 15 минут», Всероссийский музей декоративно-прикладного искусства, Москва[49]
- 2020 — «Московская Арт-Премия», Парк Зарядье, Москва
- 2020 — «ЧП», галерея «Триумф», Москва
- 2021 — «Космос наш!», галерея Artstory[50]
- 2021 — «Новая красивая выставка», Парк Зарядье, Москва[51]
- 2021 — «Премия Кандинского», ММОМА, Москва
- 2021 — «Премия Инновация», Арсенал, Нижний Новгород
- 2021 — «Норд Арт», Бюдельсдорф, Германия
- 2021 — «Зодчие вавилонских башен», ИКЦ, Калуга[52]
- 2021 — «Соцреализм. Метаморфозы», Государственная Третьяковская Галерея, Москва[53]
- 2021 — «ЧП» Картинная галерея, Тамбов
- 2021 — «Перерыв 15 минут», Арсенал, Нижний Новгород[54]
- 2021 — «Тень души, но заостренной чуть», MMAM, Москва
- 2022 — «Кондуит и Швамбрания. Место, где земля закругляется», Дом Творчества «Переделкино», Москва[55]
- 2022 — «На кончиках пальцев», галерея Ин-Арт, «Винзавод», Москва[56]
- 2022 — «Апок», галерея «Триумф», Москва[57]
- 2022 — «Названо Вазари. Возрождение», Арсенал, Нижний Новгород[58]
- 2022 — «Великая пустота», фонд RuArts, Москва[59]
- 2023 — «Одновременно и рядом. Образы конспирологического мышления», галерея «Триумф», Москва[60]

## Отзывы искусствоведов и арт-критиков о творчестве Марии Сафроновой
Сергей Хачатуров, арт-критик, искусствовед, куратор:

Вопросы у бездны на краю заставляют мудрее относиться к драме человеческой жизни, её неизбежной несвободы в игре по правилам социума. К счастью, Мария Сафронова этот глобальный экзистенциальный масштаб, чуждый конъюнктурной социально-политической ангажированности, понимает и держит. Как художник. Нравится качество сделанности, рукотворности работ, ничего общего не имеющих с переведёнными с фотографий замыленными имиджами.

Александр Боровский, искусствовед, куратор. Из каталога «Новые русские рассказчики в русском искусстве XX—XXI веков»:

Среди современных молодых живописцев Мария Сафронова выделяется сосредоточенной серьёзностью своих масштабных тем. Серия работ «Распорядок дня» (2012—2013) документирует сцены из жизни психиатрической лечебницы, напоминая записи учёного-исследователя, что усиливается макетом, строго соответствующим топологии картин. Фиксация суточного цикла людей, подчиненных единым правилам и унифицированному поведению, исподволь ставит важнейшие вопросы коллективного человеческого поведения (серия «Игра общего вида», 2013).
Со времен «Паноптикона» Иеремии Бентама (архитектурный проект исправительного заведения со всевидящей, всенаблюдающей тюремной башней) тема контролируемого пространства болезненно интересует искусство. В период андерграунда к ней обращались Илья Кабаков, Леонид Ламм, Сергей Есаян, разумеется, в контексте советского коллективного опыта. Мария Сафронова отсекает советское как лишнюю, отвлекающую историю. В «Распорядке дня» несвобода — данность без идеологических коннотаций. Люди здесь — «просто» больные, «просто» совершившие преступления. Они принимают пищу, гуляют, лечатся, спят — под контролем. Контроль просматривает пространства, прощупывает тела, регламентирует позы. Есть здесь и макет этого пенитенциарного учреждения — своего рода привет Паноптикону. Здесь всё ожидаемо, даже взрыв агрессии — жестокая бессмысленная драка. Это большая история о том, как контроль доводит до полного слияния социальное с антропологическим. Возможны ли здесь индивидуальные нарративы? Может ли сюжет, сам являясь инсталляцией контроля, оторваться от этой своей функции и отпустить на волю пару-тройку личных человеческих историй? А значит, нарушить «распорядок дня»?

Ольга Кабанова, арт-критик, журналист:

Сафронова — чаровница, умеет жёсткое послание упаковать самым нежным образом. Её живопись (холст, масло) при всей видимой безыскусности — никаких глубин и светотеней — остра по рисунку, а краски так лучезарны, что даже сцены в психиатрической лечебнице производят исключительно приятное впечатление.

Александра Данилова, искусствовед, куратор, старший научный сотрудник ГМИИ им. А. С. Пушкина о проекте «Что если?» (2017—2020):

В живописи Марии Сафроновой обнаруживается что-то, роднящее её с немецкой «новой вещественностью»: та же пристальность и беспристрастность взгляда, которые легко превращают живого человека в предмет. Герои её картин — лишь объекты, знаки непонятной невыявленной угрозы, которая постоянно намекает нам на своё присутствие. Живопись дышит агрессивным покоем, царящая в картинах тишина настораживает и пугает. Предельная предметность взгляда возведена теперь в ранг композиционного приема. Простота форм и отсутствие динамики создают особый психологический эффект, в котором торжествует пафос «застывшего времени». Главным героем проекта Марии Сафроновой становится кьеркегоровский angst — метафизический страх, смутное ощущение угрозы. Он уже не связан с какими-то конкретными событиями, а превратился в разлитое в воздухе «что если…», став сущностной чертой психики человека, находящегося в постоянном состоянии тревоги.

## Премии и награды
- 2003 — Грамота Патриарха Алексия II за заслуги перед церковью.
- 2004 — Диплом РАХ.
- 2012 — Финалист Премии Кандинского в номинации «Молодой художник. Проект года»[65].
- 2014 — Номинант Премии Кандинского в номинации «Молодой художник. Проект года»[66].
- 2015 — Лауреат Премии Сергея Курёхина в номинации «Лучшее произведение визуального искусства»[67].
- 2017 — Номинант Премии Кандинского в номинации «Проект года»[68].
- 2020 — Номинант премии «Moscow Art Prize».
- 2021 — Номинант премии Nord Art Prize (Германия)The artists of NordArt. NordАrt (2021). Дата обращения: 26 июня 2023.</ref>.
- 2021 — Номинант Премии Кандинского в номинации «Проект года»[69].
- 2021 — Шорт-лист премии «Инновация»[70].

## Фотогалерея

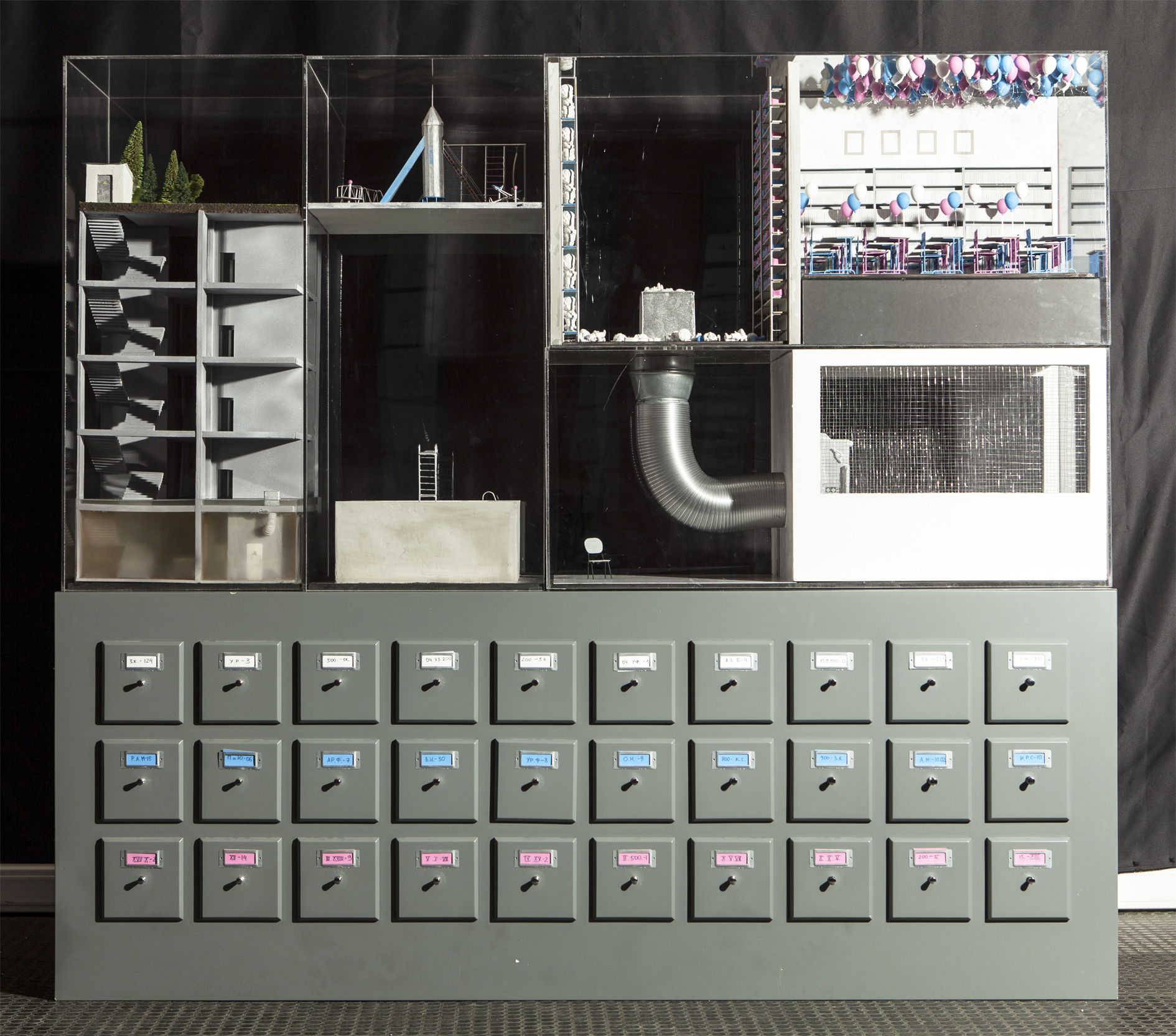
Шкаф-картотека (из проекта «Игра общего вида»)